# Leah Ayres
Leah Ayres (ur. 28 maja 1957 r. w Baltimore), amerykańska aktorka, znana alternatywnie pod nazwiskiem Leah Kalish.
Urodzona w Baltimore w stanie Maryland, jako Leah Simpson. Karierę aktorską rozpoczęła w 1979 roku, zaś zakończyła ją niemal dwadzieścia lat później – w roku 1998. Przez blisko dwie dekady zasłużyła się zarówno twórcom kinowym, jak i telewizji. We wczesnych latach osiemdziesiątych występowała jako Valerie Bryson w codziennej operze mydlanej CBS/ABC The Edge of Night. Grała postać Marcii Brady w sześcioodcinkowym serialu CBS The Bradys (jednym z licznych spin-offów hitowego sitcomu The Brady Bunch). U boku wschodzącej gwiazdy, Jean-Claude'a Van Damme'a, pojawiła się w sportowym filmie Krwawy sport (Bloodsport, 1988). Inne popularne projekty z udziałem Ayres to, m.in.: filmy Dopaść Eddiego (Eddie Macon's Run, 1983), Podpalenie (The Burning, 1981) i Gorące dziecko w mieście (Hot Child in the City, 1987) oraz serial Jeden plus dziesięć (1st and Ten, 1984-1990).

## Filmografia
| Rok  | Tytuł                             | Tytuł oryginalny                       | Rola                    |
| ---- | --------------------------------- | -------------------------------------- | ----------------------- |
| 1992 | The Player                        | The Player                             | Sandy                   |
| 1988 | Krwawy sport                      | Bloodsport                             | Janice Kent             |
| 1988 | Police Story: The Watch Commander | Police Story: The Watch Commander (TV) | Nancy Morgan            |
| 1987 | Gorące dziecko w mieście          | Hot Child in the City                  | Rachel Wagner           |
| 1994 | Jeden z dziesięciu                | 1st & Ten (serial TV 1984 - 1990)      | Jill Schrader (1987)    |
| 1994 | Velvet                            | Velvet (TV)                            | Cass Dayton             |
| 1983 | Dopaść Ediego                     | Eddie Macon's Run                      | Chris Macon             |
| 1982 | St. Elsewhere                     | St. Elsewhere (serial TV 1982 - 1988)  | Mona                    |
| 1982 | 9 to 5                            | 9 to 5 (serial TV 1982 - 1983)         | Linda Bowman (1983)     |
| 1981 | Podpalenie                        | The Burning                            | Michelle                |
| 1981 | Dead Ringer                       | Dead Ringer                            | Kelnerka                |
| 1979 | Cały ten zgiełk                   | All That Jazz                          | Pielęgniarka Capobianco |
| 1951 | Love of Life                      | Love of Life                           | Christy Bringham        |

Źródło